# 拉米雷茲島

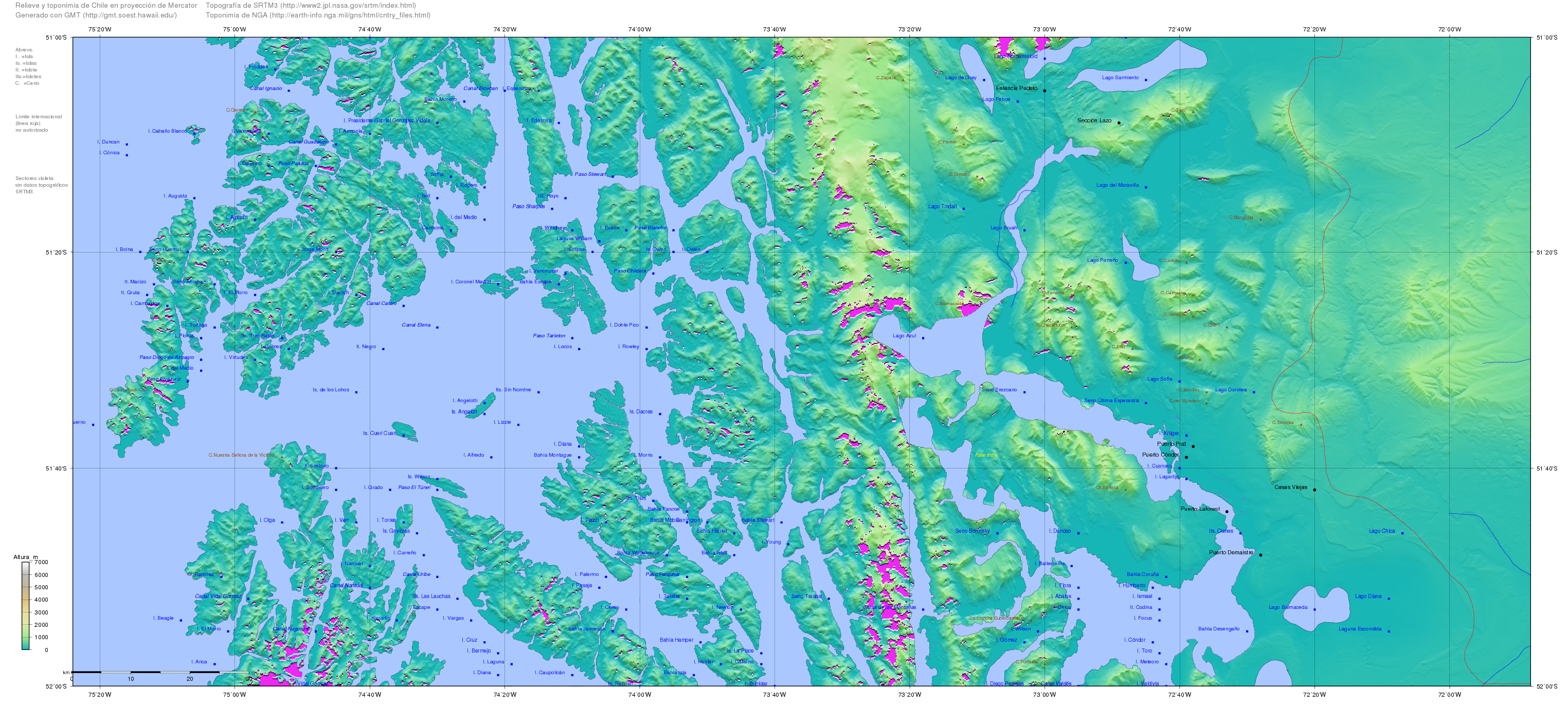

拉米雷茲島（西班牙語：Isla Ramírez）是智利的島嶼，位於該國南部太平洋海域，由麥哲倫-智利南極大區負責管轄，屬於阿德萊達皇后群島的一部分，長12英里、寬5英里，面積163平方公里。